# Batman Beyond: Return of the Joker (videojuego)
Batman Beyond: Return of the Joker  (Batman del Futuro: El Retorno del Guasón, como se conoce en Europa) es un videojuego el cual fue lanzado por Ubisoft para la Nintendo 64, PlayStation y Game Boy Color, en diciembre del 2000 en Norteamérica y en enero de 2001 en Europa. El juego fue lanzado para coincidir con la película del mismo nombre.

## Jugabilidad
Al igual que en los juegos como Final Fight, Batman Beyond se juega como un tipo  beat 'em up de juego donde el jugador como Batman, se pasea por los niveles que son esencialmente de desplazamiento lateral, pero tiene cierta profundidad para permitir el movimiento de tres dimensiones. El juego es bastante simple en ese sentido.

## Reception
El juego recibió críticas mayormente negativas para las ediciones de PlayStation y Nintendo 64. La versión de Game Boy Color recibió críticas generalmente mixtas.